# Bens de produção

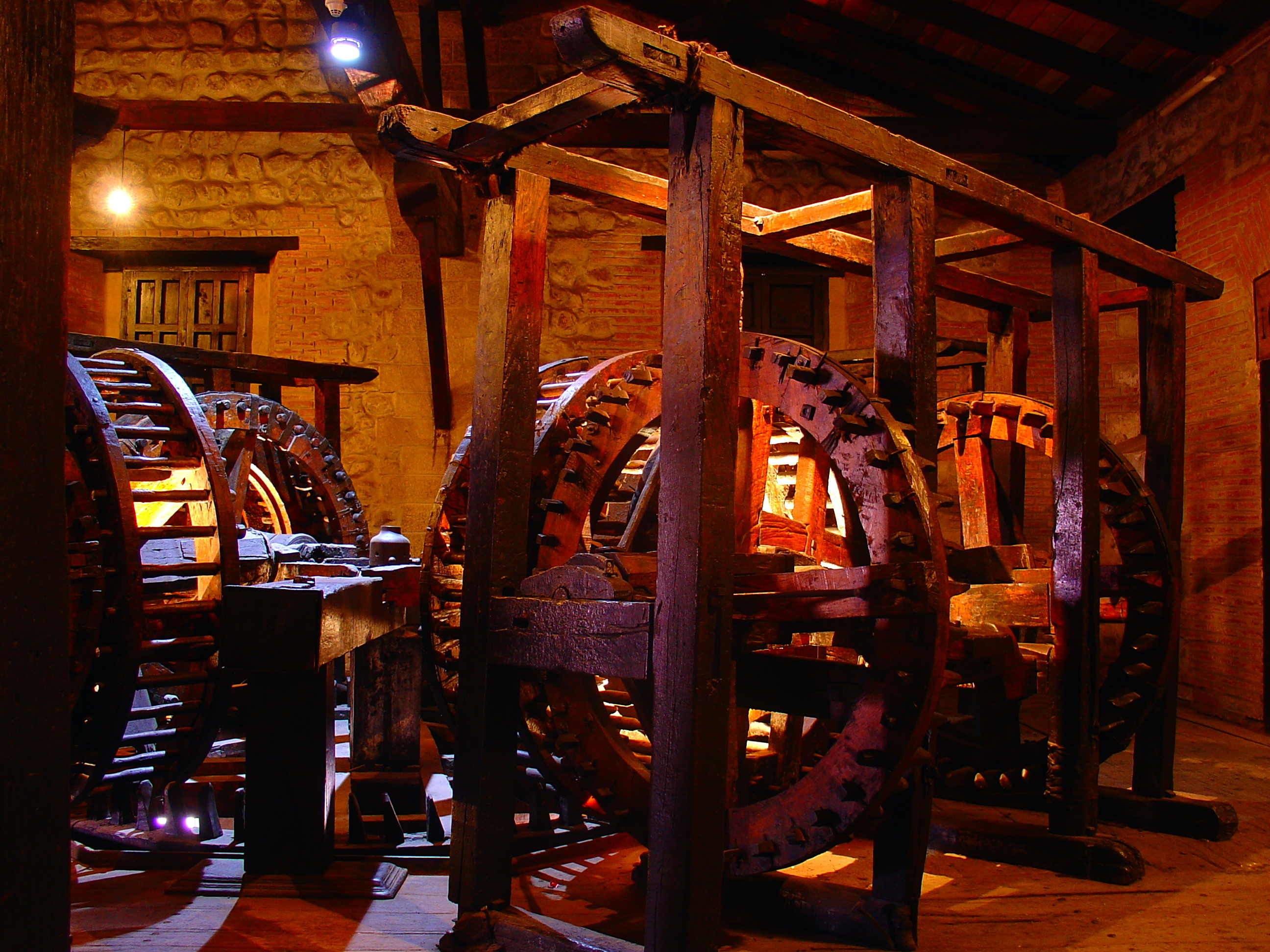
Parte de maquinaria, laminadores de prata, fabrico de moedas (Potosí, Bolívia).

Em economia, bens de produção ou bens de capital são os bens usados como meio de produção de bens de consumo. No entanto, os fatores de produção originais, como trabalho e terra, não contam. Um exemplo comum de bem econômico de produção é o maquinário.
Bens de produção também são definidos como bens que são destinados ao uso e somente depreciados depois de um longo período de tempo, como ferramentas, máquinas, equipamentos eletrônicos, edifícios, eletrodomésticos e automóveis. Os bens de produção/capital são diferenciados dos bens de consumo e insumos consumidos por seu modo de uso.

## Bens de consumo e bens de capital
Os bens podem ser empregados direta ou indiretamente. Na primeira situação os bens dizem-se bens diretos ou bens de consumo, na segunda, bens indiretos ou bens de produção ou de capital. Os bens diretos, ou de consumo, podem ser utilizados imediatamente na satisfação de uma necessidade, ou porque são simplesmente utilizáveis – caso dos bens naturais - ou porque atingiram a última fase de um processo de transformação. Os bens indiretos, ou de produção, não podem ser imediatamente usados na satisfação de necessidades, ou porque carecem de ser transformados, ou porque desempenham funções instrumentais, como por exemplo o petróleo em rama e a alfaia agrícola.
Alguns bens podem ser simultaneamente de consumo e de produção, tendo em conta a sua finalidade na satisfação das necessidades, por exemplo, o leite pode ser um bem direto ou indireto. O leite será um bem direto e portanto de consumo se for utilizado como alimento, e bem indireto, ou de produção, por exemplo, na confeção, de gelados.

## Matérias-primas e bens instrumentais
Os bens de produção repartem-se por duas categorias diferentes, uns têm a natureza de matérias-primas, outros são bens instrumentais ou intermediários. As matérias-primas têm de ser transformadas antes serem disponibilizadas à satisfação das necessidades. Tal como acontece com os cereais, com o petróleo em rama, com a borracha, etc. Os bens instrumentais nunca chegam a satisfazer diretamente necessidades, servem apenas para produzir outros bens. É o caso da maquinaria, das ferramentas, dos combustíveis, dos lubrificantes.